# Mače (Chorwacja)
Mače – wieś w Chorwacji, w żupanii krapińsko-zagorskiej, w gminie Mače. W 2011 roku liczyła 696 mieszkańców.